# Coriolis-Illusion
Die Coriolis-Illusion beschreibt eine spezielle Sinnestäuschung. Sie entsteht durch aktive Drehbewegungen des Kopfes während einer passiven Rotation, z. B. in einem Karussell. Anders als ihr Name vermuten lässt, hat sie nichts mit der Wirkung der ähnlichnamigen Corioliskraft in rotierenden Systemen zu tun, diese wirkt nur auf geradlinig bewegte Körper und nicht auf Kopfdrehungen.
Die Coriolis-Illusion erklärt sich aus der Funktionsweise der Bogengänge im Ohr, die der Wahrnehmung von Drehbewegungen des Kopfes dienen.
In der englischsprachigen Fachliteratur werden als ähnliche Begriffe auch Coriolis Stimulation, Coriolis Effect oder Coriolis Acceleration verwendet.

## Charakteristika
1. Der Mensch befindet sich in einem rotierenden System, das sich mit einer Geschwindigkeit oberhalb der Wahrnehmungsschwelle dreht.
2. Der Mensch dreht seinen Kopf aktiv und quer zur Drehrichtung des rotierenden Systems.
3. Der Mensch nimmt Drehbewegungen wahr, die nicht der wahren Kopfbewegung entsprechen.
4. Diese Sinnestäuschung kann zu Drehschwindel (Vertigo), Übelkeit und Desorientierung führen.
5. Die Sinnestäuschung ist besonders ausgeprägt bei konstanter Rotation (>30 sek[2]) und bei Fehlen einer visuellen Referenz.

## Beispiele
1. Bewegung des Kopfes um die y-Achse (Nicken, Beugen) und um die x-Achse (seitwärtiges Neigen) bei gleichzeitiger konstanter Rotation um die z-Achse (aufrechter Körper auf einem Drehstuhl oder in einem Karussell). Dabei werden Drehungen wahrgenommen, die nicht den wahren Kopfbewegungen entsprechen. Die widersprüchlichen Sinneseindrücke können zu Drehschwindel (Vertigo) und Übelkeit führen. Dies geschieht sowohl mit als auch ohne visuelle Referenz, insbesondere während einer konstanten Drehung.
2. Bei einer konstanten Drehung ohne visuelle Referenz (z. B. bei geschlossenen Augen oder in einer fensterlosen Kabine) geht die Wahrnehmung der konstanten Drehung nach einiger Zeit verloren. Das Abstoppen dieser passiven Rotation führt zur Wahrnehmung einer Rotation in entgegengesetzter Drehrichtung.[3]
3. Wird nach dem Abstoppen einer konstanten Drehung die visuelle Referenz wieder hergestellt, versucht das visuelle System, entsprechend der „eingebildeten“, entgegengesetzten Drehung, die Augen nachzuführen. Das stört die visuelle Wahrnehmung und kann zu unkoordinierten Bewegungen (Desorientierung) führen.[4]

## Abgrenzung
1. Durchführung und Abstoppen einer aktiven Rotation, z. B. Pirouette um die Körperachse. Auch hier kann nach dem Abstoppen der aktiven Rotation Drehschwindel entstehen. Die Ursache liegt nicht alleine in der Funktionsweise der Bogengänge, sondern in dem Zusammenspiel der Bogengänge (allg. des vestibulären System oder Gleichgewichtsorgan) mit dem visuellen System. Ballett-Tänzer benutzen die Technik des „Spotting“ (Fixierung auf einen festen Punkt im Raum), um dem Drehschwindel zu entgehen.[5]

## Erklärung

### Drehschwindel bei Kopfbewegungen während einer Rotation (Vertigo)

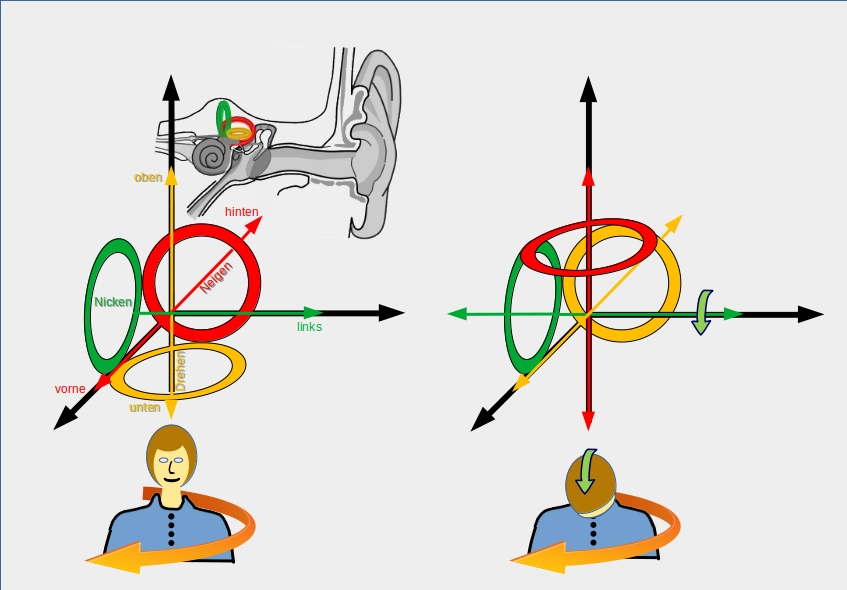
Drehschwindel bei passiver und gleichzeitiger aktiver Kopfdrehung

Im Innenohr befinden sich drei nahezu senkrecht zueinander angeordnete Bogengänge zur Wahrnehmung von Kopfdrehungen in den drei Raumrichtungen. Bei einer (passiven) Rotation um die z-Achse wird der entsprechende z-Bogengang (in der Grafik gelb) angeregt. Wird der Kopf nun um die x-Achse gedreht (Nickbewegung) wird dies durch den entsprechenden x-Bogengang (in der Grafik grün) registriert. Durch diese aktive Kopfdrehung wird gleichzeitig der z-Bogengang aus der passiven Rotation heraus- und gleichzeitig der y-Bogengang (in der Grafik rot) in sie hineinbewegt. Dadurch registriert der y-Bogengang eine Rotation, die nicht der aktiven Kopfdrehung entspricht. Dies führt zu mehr oder weniger heftigen Schwindelgefühlen. Wenn zusätzlich die visuelle Referenz fehlt, erfolgt mit hoher Wahrscheinlichkeit auch eine räumliche Desorientierung, d. h. man verliert die richtige Wahrnehmung für die eigene Position im Raum.

### Verschwindende Wahrnehmung einer konstanten Drehung

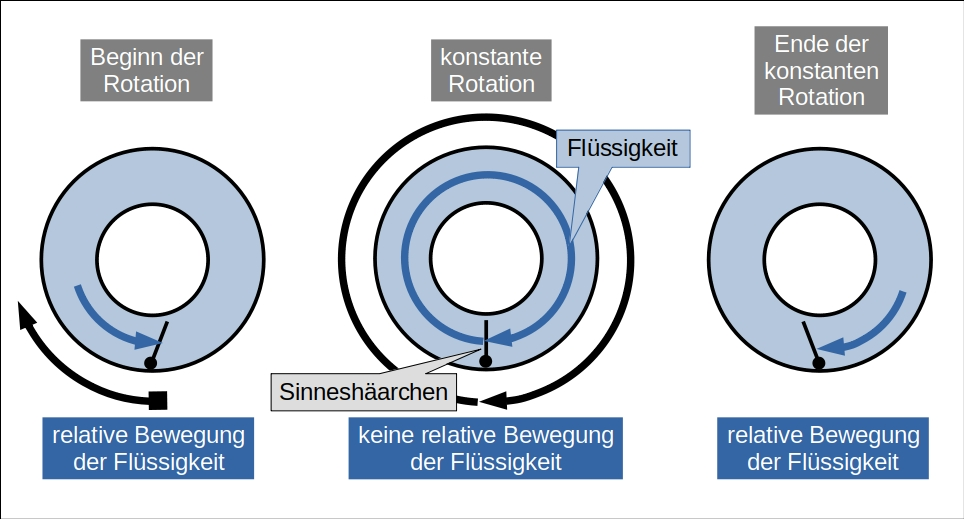
Funktionsweise eines Bogenganges am Beginn, während und beim Abstoppen einer Rotation

Der Bogengang ähnelt einem mit Flüssigkeit gefüllten Schlauch, der an einer Stelle Sinneshäarchen besitzt, die bei Bewegung der Flüssigkeit in dem Bogengang nach links oder rechts ausgelenkt werden und so eine Drehung registrieren.
Bei einer Rotation in Uhrzeigersinn bleibt die Flüssigkeit im Bogengang aufgrund der Trägheitskraft zunächst in Ruhe. Dadurch werden die Sinneshäarchen nach rechts ausgelenkt.
Wird die Rotation konstant beibehalten, beginnt sich die Flüssigkeit wegen der inneren Reibung mehr und mehr mitzubewegen, bis schließlich die Sinneshäarchen keine Auslenkung mehr erfahren. Eine konstante Rotation wird nach etwa 30 Sekunden nicht mehr wahrgenommen.
Wird die Rotation gestoppt, bewegt sich die Flüssigkeit durch die Trägheitskraft weiter im Uhrzeigersinn. Die Sinneshäarchen werden nach links ausgelenkt und melden eine Rotation entgegen dem Uhrzeigersinn, die nicht existiert.
Dieser Effekt ist besonders ausgeprägt bei Fehlen einer visuellen Referenz. Auch der oben beschriebene Drehschwindel wird durch eine längere konstante Rotation verstärkt.

### Desorientierung nach dem Abstoppen einer konstanten Drehung
Dieser Effekt erklärt sich aus dem Zusammenwirken des vestibularen mit dem visuellen System (Vestibulookulärer Reflex). Im Normalfall werden die Informationen der Bogengänge benutzt, um die Ausrichtung der Augen automatisch der Bewegung anzupassen, andernfalls gäbe es bei Kopfbewegungen keinen scharfen Seheindruck. Nach einer konstanten Rotation versuchen die Augen die wahrgenommene, aber nicht existente Rotation auszugleichen. Das führt zu einem gestörten Seheindruck, Schwindel und Schwierigkeiten bei der koordinierten Bewegung.
Eine ausführliche Beschreibung zur Aufgabe und Arbeitsweise der Bogengänge und Sinneshäarchen findet sich im Wikibook zum vestibulären System.

## Bedeutung in der Luftfahrt
Die Coriolis-Illusion ist eine Ursache für die räumliche Desorientierung von Piloten, z. B.
- bei Kurvenflügen in den Wolken (ohne visuelle Referenz) geht die Wahrnehmung der Rotation verloren. Beim Ausleiten des Kurvenfluges zurück in den Geradeausflug empfindet der Pilot einen Kurvenflug in entgegengesetzter Richtung und steuert – wenn er nicht primär auf seine Instrumentenanzeigen vertraut – wieder in die ursprüngliche Drehrichtung (Graveyard Spin),
- wenn während eines Kurvenfluges der Pilot zum Ablesen seiner Instrumente den Kopf nach oben oder unten drehen muss, kann Übelkeit auftreten sowie das Ablesen von Instrumentenanzeigen gestört werden,[2]
- wenn sich bei einem Flug die Sichtbedingungen verschlechtern und der Pilot nicht rechtzeitig von der visuellen Referenz auf das Fliegen nach Instrumentenanzeigen umschaltet. Eine Studie aus dem Jahr 1954 zeigt, dass ein Pilot schon nach drei Minuten ohne visuelle Referenz seine räumliche Orientierung verlieren kann.[8]

Die Coriolis-Illusion ist eine besondere Herausforderung beim Kunstflug und in der militärischen Jagdfliegerei, da hier verschiedene Flugmanöver mit ausgeprägten Rotationsbewegungen verbunden sind.